# Orignac
Orignac – miejscowość i gmina we Francji, w regionie Oksytania, w departamencie Pireneje Wysokie.
Według danych na rok 1990 gminę zamieszkiwało 238 osób, a gęstość zaludnienia wynosiła 24 osoby/km² (wśród 3020 gmin regionu Midi-Pyrénées Orignac plasuje się na 825. miejscu pod względem liczby ludności, natomiast pod względem powierzchni na miejscu 1093.).